# Bishopdale
Bishopdale est une banlieue résidentielle située au nord de la cité de Christchurch, dans l’île du Sud de la Nouvelle-Zélande.

## Toponymie
La banlieue est nommée d’après les trois frères Bishop : James (1826–1910), Robert (1827–1909) et William (1829–1903), qui achetèrent des terrains dans le secteur en 1858 ou 1859 et y établirent un verger de fruits à noyaux.
Initialement, le secteur fut dénommé Bishopsdale, mais le second s fut retiré du nom, .
Une partie de Greers Road (la section entre Harewood Road et Sawyers Arms Road) était autrefois appelée Bishop's Road.
Elle fut renommée en 1948 pour éviter la confusion avec Bishops Road au niveau de la vile voisine de Papanui (en) et Bishop Street dans St Albans.

## Situation
Bishopdale siège tout près de l’aéroport international de Christchurch au niveau de la ville de Harewood et du zoo de Christchurch nommé Orana Wildlife Park (en).

## Activité
Bishopdale est avant tout une banlieue résidentielle pour la classe moyenne, avec une grande variété de personnes vivant là.
La plupart des maisons furent construites dans les années 1960 et sont soit en briques soit en bois, avec un seul étage.
Le secteur accueille un certain nombre de parcs et de zones de loisirs avec un petit centre commercial.
Bishopdale a une bibliothèque et de nombreuses églises comprenant des églises presbytérienne, Témoins de Jéhovah et le diocèse catholique romain de Christchurch.

## Éducation
Les principales écoles de cette zone sont Bishopdale Primary, Isleworth Primary, Harewood Primary, Cotswold Primary, et Breens Intermediate (en). Toutes ont des espaces généreux, qui forment des terrains paysagés.

## Dans la culture populaire
Margaret Mahy a situé son livre The Changeover (en) dans la ville de Bishopdale. La ville est appelée Gardendale dans le livre et la production d’un film du même nom a débuté à la fin de l’année 2016.